# Das Traumhotel – Malediven
Malediven ist der Titel eines deutsch-österreichischen Liebesfilms aus dem Jahr 2011. Der Fernsehfilm ist der 15. Teil der Filmreihe Das Traumhotel.

## Handlung
Der Generalmanager der Siethoff-Hotelgruppe Markus Winter reist auf die Malediven, um seine Tochter Leonie, die dort eines der Luxushotels der Gruppe leitet, anlässlich ihres Geburtstages zu besuchen. Überraschenderweise trifft Markus seine frühere Liebe Eva Ruland wieder, die mit ihrer erwachsenen Tochter Nikola im Traumhotel ihren Urlaub verbringt. Bei Leonie kommt der Verdacht auf, dass Nikola möglicherweise ihre Halbschwester ist. Neugierig und auch eifersüchtig sucht sie nach Beweisen.
Der gestresste Manager Alexander Weigand hat nur widerwillig die ihm geschenkte Traumreise in das Inselparadies angetreten. Auf den Malediven kann er nicht abschalten und kontrolliert mittels Handy weiterhin sein Unternehmen. Völlig entnervt bemerkt er nach seiner Ankunft, dass sein Koffer unterwegs vertauscht wurde. Nach einigen Recherchen stellt sich heraus, dass es sich bei dem Besitzer des anderen Koffers um die Meeresbiologin Sandra Bohland handelt, die auf einer kleinen Insel Meeresschildkröten pflegt. Alexander Weigand sucht Sandra auf ihrer Insel auf. Er möchte nicht nur die Koffer tauschen. Indiskreter Weise hat er Sandras Tagebuch gelesen, das sich in ihrem Koffer befand und zutiefst berührt vom Schicksal der Frau möchte er sie unbedingt kennen lernen. Die Begegnung führt schließlich dazu, dass Alexander sein Leben völlig umstellt.
Stefan Färber hat Probleme ganz anderer Art. Seine Tochter Lena will sich nicht damit abfinden, dass Stefan nach dem Tod von Lenas Mutter wieder heiraten möchte. Das trotzköpfige Mädchen lehnt Stefans neue Liebe Greta Junghans vollständig ab und ist nach einer Auseinandersetzung plötzlich verschwunden. Markus Winter macht sich auf die Suche. Er findet Lena und sorgt für ein gutes Ende.

## Produktion
Das Traumhotel – Malediven wurde vom 19. April bis zum 18. Mai 2010 auf den Malediven gedreht. Die Kostüme schuf Heidi Melinc, das Szenenbild stammt von Walter Dreier. Der Film erlebte seine Premiere am 21. Januar 2011 im Ersten.

## Kritik
Tittelbach.tv kommentierte 2018 Malediven wie folgt: „[…] Die Landschafts- und Unterwasserbilder sind schön anzuschauen. Und die Aussteiger- und Läuterungsmär um einen Workaholic und eine Wasserschildkröten-Retterin wirbt einigermaßen erfolgreich um das Mitgefühl des Zuschauers. Doch alles andere störte: diese Geschichten mit ihren Reißbrett-Daddys und Bikini-Blondinen, diese dünnen Plots, diese dümmlich aufgeplusterten Konflikte und diese Lösungen der banalsten Art. […]“